# BFW-3
Die BFW-3 Marabu war ein einmotoriges Leichtflugzeug der Bayerischen Flugzeugwerke aus den 1920er Jahren.

## Geschichte
Die BFW-3a Marabu baute wie auch die BFW-1 Sperber auf der Udet U 12 auf. Sie war ebenfalls als zweisitziges Schulflugzeug geplant. Das einzige Musterflugzeug dieses Typs war die WerkNr. 352, welche die zivile Registrierung D-925 trug. Sie flog zum ersten Mal im Jahre 1927 und erhielt im Februar ihre Zulassung. Im Juni 1928 wurde die Marabu an die Deutsche Verkehrsfliegerschule GmbH veräußert und flog ab August 1928 in Königsberg. Ihr Verbleib ist unbekannt.

## Versionen
- BFW-3a: Einzige gebaute Version
- BFW-3b: leistungsfähigeres Triebwerk, nur Projekt

## Technische Daten
| Kenngröße             | BFW-3a                                      |
| --------------------- | ------------------------------------------- |
| Besatzung             | 2                                           |
| Flügelfläche          | 24 m²                                       |
| Leermasse             | 530 kg                                      |
| Startmasse            | 800 kg                                      |
| Höchstgeschwindigkeit | 136 km/h                                    |
| Dienstgipfelhöhe      | 3300 m                                      |
| Reichweite            | 500 km                                      |
| Triebwerk             | 1 × Siemens-Halske Sh 11 mit 82 kW (111 PS) |